# FC Ingolstadt 04
Maillots
Actualités
Créé le 1er juillet 2004 à la suite de la fusion des deux sections de football des clubs historiques d'Ingolstadt (MTV 1881 et ESV), le FC Ingolstadt 04 est un club  allemand de football basé à Ingolstadt dans le land de Bavière. À la suite de l'accession à la Bayernliga en 2005 (équivalente à la 4e division), le jeune club atteint la division reine 1. Bundesliga à l'issue de la saison 2014/15, remportant par la même occasion le titre de champion de deuxième division, pour l'instant le titre le plus important figurant au palmarès du club.

## Histoire
Créé à l'initiative de Peter Jackwerth, un chef d'une entreprise locale (Tuja - travail temporaire / ingénierie de prestation) en 2004 en réunissant les deux départements football des MTV 1881 Ingolstadt et ESV Ingolstadt-Ringsee, le FC Ingolstadt 04 réalisa ses débuts au sein de la Bayernliga lors de la saison 2005/06 dans le but de gravir petit-à-petit les divisions supérieures.
2008 fut l'année d'une première accession en 2. Bundesliga (deuxième division), division dans laquelle le club joua jusqu'à la fin de la saison 2014/15, marqué cependant par une interruption via une saison en 3e division (2009/10).
Marquée par de nombreux changements d'entraineurs durant ses premières années, l'histoire du club a pris un tournant à la suite de l'arrivée du sélectionneur Ralph Hasenhüttl le 4 octobre 2013, prenant les rênes d'une équipe figurant alors à la dernière place du classement; l'autrichien et son équipe réalisèrent une solide deuxième partie de saison leur garantissant le maintien en finissant l'exercice à la 10e place.
Un mercato réussit avec notamment l'arrivée de joueurs offensifs comme l'autrichien Lukas Hinterseer, l'australien Mathew Leckie ou encore Benjamin Hübner, prépara une saison 2014/15 synonyme de montée en première division. L'équipe emmenée par Hasenhüttl continua sur sa lancée en battant notamment un record d'invincibilité pour la 2. Bundesliga : 19 matchs à l'extérieur; et finit la saison à la première place du classement, lui offrant son plus gros succès jusqu'alors : un titre de champion de deuxième division.

### Repères historiques
- 2004 : fusion des sections football du MTV Ingolstadt et de l''ESV Ingolstadt-Ringsee pour former le FC Ingolstadt 04.
- 2015 : promotion en Bundesliga pour la première fois de son histoire. Champion de 2. Bundesliga
- 2017 : relégation de 2. Bundesliga
- 2019 : relégation en 3. Liga

## Structure
Le club est possédé à hauteur de 80,06% par l'entreprise FC Ingolstadt Fussball GmbH, le reste est détenu par le fondateur Peter Jackwerth jusqu'en 2013 puis reversé à Quattro GmbH, filiale de l'entreprise d'Audi AG[réf. nécessaire].

## Palmarès
- 2. Bundesliga
  - Champion : 2015
- Regionalliga Süd (D3)
  - Vice-champion : 2008

- Bayernliga (D4)
  - Champion : 2006

- Coupe de Bavière
  - Vainqueur : 2005

## Bilan saison par saison
| Saison    | D1  | D2  | D3  | D4  | DFB-Pokal     |
| 2023-2024 |     |     | 10e |     | non qualifié  |
| 2022-2023 |     |     | 11e |     | Premier tour  |
| 2021-2022 |     | 18e |     |     | Deuxième tour |
| 2020-2021 |     |     | 3e  |     | Premier tour  |
| 2019-2020 |     |     | 4e  |     | Premier tour  |
| 2018-2019 |     | 16e |     |     | Premier tour  |
| 2017-2018 |     | 9e  |     |     | 8e de finale  |
| 2016-2017 | 17e |     |     |     | 2e Tour       |
| 2015-2016 | 11e |     |     |     | 1er Tour      |
| 2014-2015 |     | 1er |     |     | 1er Tour      |
| 2013-2014 |     | 10e |     |     | 8e de finale  |
| 2012-2013 |     | 13e |     |     | 1er Tour      |
| 2011-2012 |     | 12e |     |     | 2e Tour       |
| 2010-2011 |     | 14e |     |     | 2e Tour       |
| 2009-2010 |     |     | 3e  |     | 1er Tour      |
| 2008-2009 |     | 17e |     |     | 1er Tour      |
| 2007-2008 |     |     | 2e  |     |               |
| 2006-2007 |     |     | 5e  |     |               |
| 2005-2006 |     |     |     | 1er | 1er Tour      |
| 2004-2005 |     |     |     | 2e  |               |

## Personnalités du club

### Entraîneurs
Depuis 2004 à aujourd'hui, le club du FC Ingolstadt 04 a vu passer 25 entraîneurs sur son banc. En 2024, Sabrina Wittmann devient la première entraîneuse de l'équipe.